# Alex Martínez
Alejandro Patricio Martínez Tapia – noto come Alex Martínez – (26 ottobre 1959) è un ex calciatore cileno, di ruolo difensore.

## Carriera

### Nazionale
Conta 4 presenze in Nazionale maggiore, prendendo parte alla Copa América 1987.